# Saxatilomys paulinae
Genre
Espèce
Statut de conservation UICN

 DD  : Données insuffisantes
Saxatilomys paulinae, unique représentant du genre Saxatilomys, est une espèce de rongeurs de la famille des Muridés, endémique du Laos.

## Systématique
L'espèce est décrite pour la première fois par Guy G. Musser, Angela L. Smith (d), Mark F. Robinson (d) & Darrin Peter Lunde (d) en 2005.

## Distribution
Cette espèce est endémique du Laos où elle se rencontre dans quatre localités au sein de la Phou Hin Poun National Biodiversity Conservation Area (en) au centre du pays.

## Menaces
L'Union internationale pour la conservation de la nature la place dans la catégorie « Données insuffisantes » par manque de données relatives au risque d'extinction en 2008.

## Étymologie
Son nom spécifique, paulinae, lui a été donné en l'honneur de la zoologiste britannique Paulina Deidre Jenkins (d).
Le nom du genre Saxatilomys reprend la racine latine saxatilis, « parmi les rochers », et le suffixe grec mys,  « souris, rat ».

## Nom vernaculaire
Cette espèce est appelée localement en laotien ໜູ ນ້ອຍ, phonétiquement nou noi (littéralement « petit rat »).

## Publication originale
- (en) Guy G. Musser, Angela L. Smith, Mark F. Robinson et Darrin P. Lunde, « Description of a New Genus and Species of Rodent (Murinae, Muridae, Rodentia) from the Khammouan Limestone National Biodiversity Conservation Area in Lao PDR », American Museum Novitates, New York, Musée américain d'histoire naturelle, vol. 3497, no 1,‎ 2005, p. 1-31 (ISSN 0003-0082 et 1937-352X, OCLC 47720325, DOI 10.1206/0003-0082(2005)497[0001:DOANGA]2.0.CO;2, lire en ligne).